# Maria Abbey
Maria Abadia foi uma enfermeira durante a Guerra Civil Americana. Na coleção de Mary G. Holland de cartas de enfermeiros da guerra civil, intitulada Nosso Exército de Enfermeiras: Histórias de Mulheres na Guerra Civil, Abadia conta sua experiência como enfermeira de guerra. Ela foi convocada para o serviço militar depois de ouvir o reverendo H. W. Beecher falar sobre o dever das mulheres para ajudar durante a guerra. Ela, ouvindo este sermão em abril de 1861, um domingo após a batalha de Fort Sumter, alistou-se com outras seis outras mulheres a partir do primeiro dia de maio. Estas mulheres foram algumas das primeiros a responderem à chamada por novos enfermeiros.
O serviço militar de Abadia começou no Union Hospital em Georgetown. Imediatamente, Abadia notou a falta de estrutura e organização do hospital, em grande parte devido a imensa necessidade de ajuda. O ambiente hospitalar provou ser gerador de muito stress físico e emocional para Abadia, que deixou-o em 3 de setembro de 1861.
A saída do hospital não impediu que Abadia deixasse de ajudar os esforços de guerra. Abadia abriu a sua própria casa para ser usada como um hospital privado durante dois anos, sendo mantida por ela própria. A casa continuou funcionando como um hospital mesmo depois que Abadia se mudou. Ela nunca teria esperado algum pagamento por seus serviços.